# Oldřich Spáčil
Oldřich Spáčil (* 1928 Dřevohostice, Československo) je bývalý československý házenkář a reprezentant Československa.

## Kariéra
Hráčskou kariéru začínal v týmu Sokol Dřevohostice. Ještě během působení v klubu byl vybrán do reprezentace. Po nastoupení na vojnu hrál řadu sezón za tým Dukla Praha (1952-62), se kterým získal devět ligových titulů.
V pětatřiceti letech přestoupil do Baníku Karviná, kde ze začátku působil jako hrající trenér. V sezoně 1967/68 tým dovedl k ligovému mistrovskému titulu. Mimo jiné vedl v roce 1986 tké československý tým v zápase proti výběru světa. V sezóně 1989/90 vedl A družstvo mužů ze Vsetína během jejich vstupu do 1. ligy.